# Ponikło wielołodygowe
Ponikło wielołodygowe (Eleocharis multicaulis) – gatunek byliny z rodziny ciborowatych (turzycowatych). Tworzy własny zespół Eleocharitetum multicaulis.

## Rozmieszczenie geograficzne
Występuje w Europie, północnej Afryce i Makaronezji. W Polsce występuje na kilku stanowiskach na Pomorzu i Dolnym Śląsku.

## Morfologia

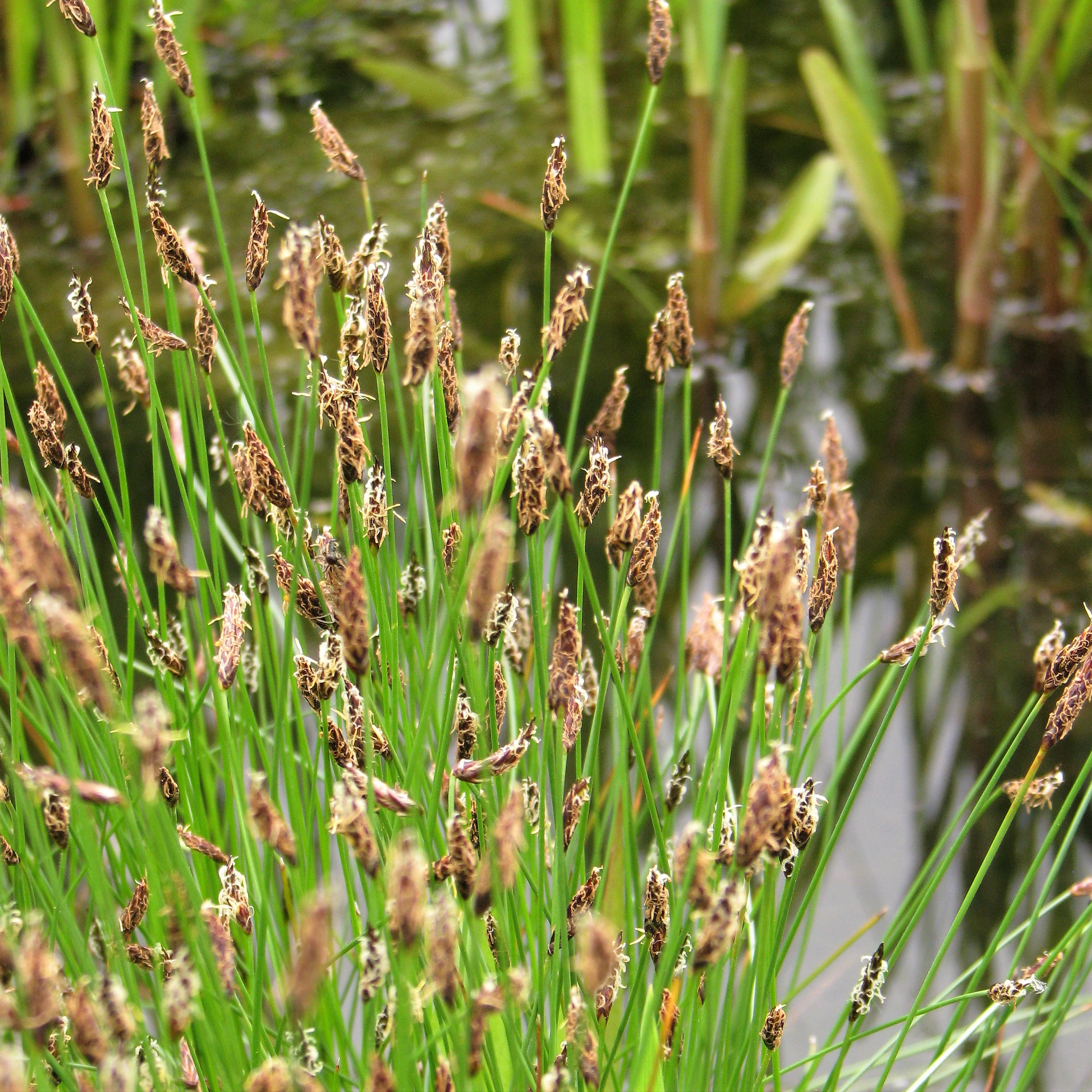
Pokrój

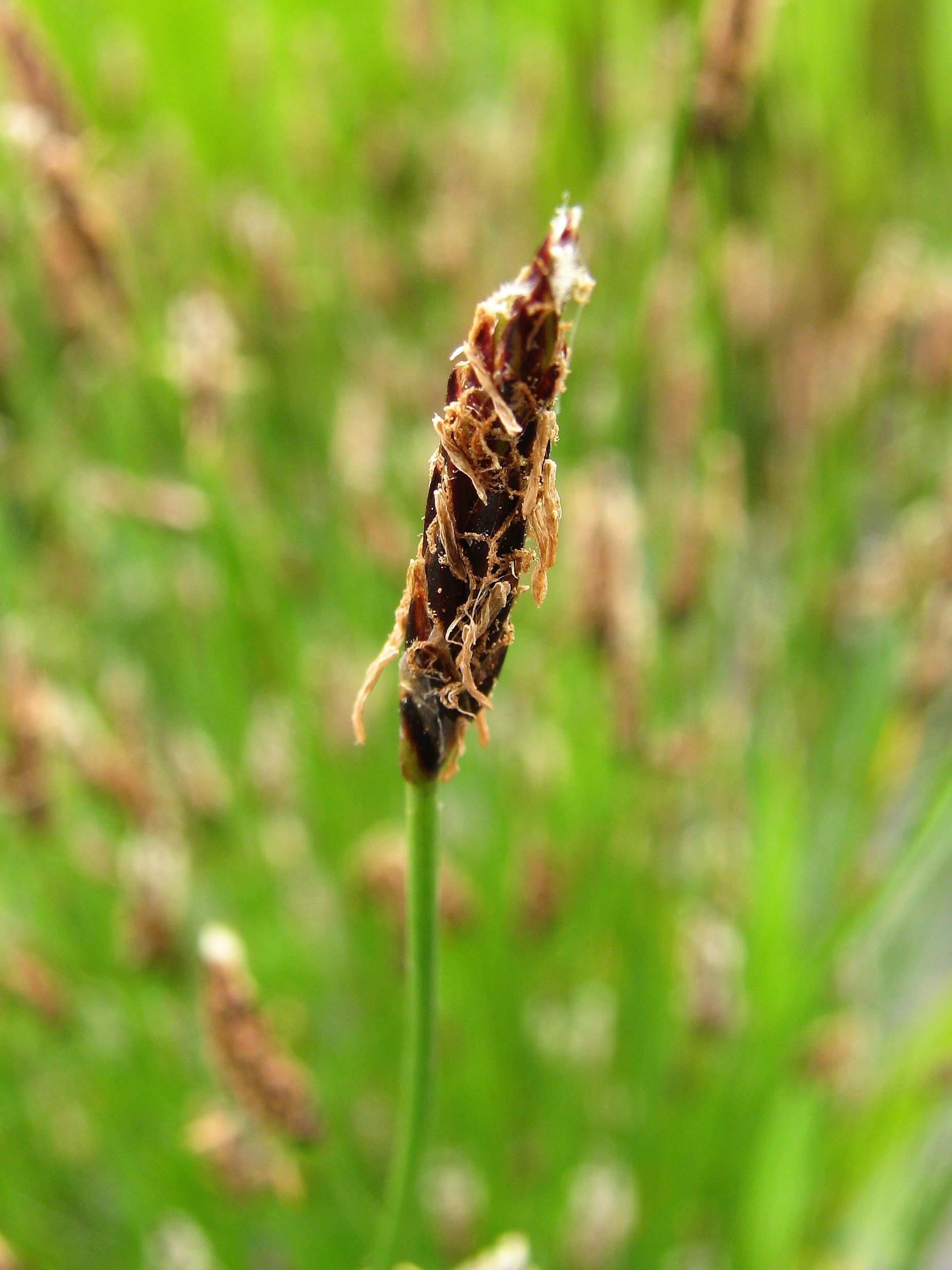
Kwiatostan

ŁodygaObła, do 50 cm wysokości.
KwiatyZebrane w jajowatopodługowaty kłos o długości 6-13 mm. Słupek z trzema znamionami. Przysadki tępe na szczycie.
OwocTrójkanciasty, gładki orzeszek.

## Biologia i ekologia
Bylina, hemikryptofit. Rośnie na brzegach zbiorników wodnych, w obniżeniach międzywydmowych i na wilgotnych wrzosowiskach. Kwitnie w lipcu i sierpniu. Gatunek charakterystyczny zespołu Eleocharitetum multicaulis.

## Zagrożenia i ochrona
Roślina objęta w Polsce ścisłą ochroną gatunkową.
Kategorie zagrożenia gatunku:
- Kategoria zagrożenia w Polsce według Czerwonej listy roślin i grzybów Polski (2006)[7]: E (wymierający); 2016: EN (zagrożony)[8].
- Kategoria zagrożenia w Polsce według Polskiej czerwonej księgi roślin[9]: EN (endangered, zagrożony).